# Nati nel 1224
| Questa pagina contiene informazioni ricavate automaticamente dalle voci biografiche con l'ausilio del template Bio e di un bot. L'aggiornamento è periodico e automatico e ricostruisce completamente la pagina. Se manca una persona in questa lista, sei pregato di non aggiungerla, ma accertati piuttosto che la sua voce biografica contenga il template Bio e che i dati anagrafici siano correttamente compilati. Se il template Bio manca, inseriscilo tu stesso o, in alternativa, metti l'avviso {{tmp\|Bio}} che ne segnala la mancanza. Se i dati riportati sono sbagliati, correggi direttamente la voce biografica; le modifiche saranno visibili in questa lista entro pochi giorni. Per chiarimenti vedi il progetto biografie. La lista contiene solo le 7 persone che sono citate nell'enciclopedia e per le quali è stato implementato correttamente il template Bio. Pagina aggiornata al 13 gen 2025. |

- 20 marzo - Sofia di Turingia, nobile tedesca († 1275)
- Matilde de Braose, baronessa Wigmore, nobile britannica
- Guglielmo III di Dampierre, conte († 1251)
- Jordan IV de L'Isle-Jourdain, trovatore francese († 1288)
- Kinga di Polonia, religiosa e santa ungherese († 1292)
- Maria di Brienne, imperatrice francese († 1275)
- Alice di Lusignano, nobile francese († 1256)